# 城戸卓
城戸 卓（きど たく、1937年3月3日 - ）は日本の俳優。

## 人物
熊本県玉名市出身。熊本県立玉名高校から1955年に長崎造船大学造船科に進み1958年中退。1960年10月、松竹大船撮影所に入社し1961年水溜りでデビュー。65年3月、松竹の女優・光映子（本名・美代子）と結婚、１男がある。168センチ、67キロ。燃ゆる若者たち（62）など松竹制作の映画に多数に脇役で出演、その後はテレビドラマにも多く出演した。後年はピンク映画への出演もある。2000年代半ば以降の映画やテレビドラマへの出演は確認できない。
電気溶接、弱電管理者、日商2級簿記の資格を所持。イーアンドエーに所属。

## 出演

### 映画
- 水溜り
- 燃ゆる若者たち
- 港に消えたあいつ（1963年） - バーテン
- おかあさんのばか（1964） - 吉沢先生
- 若い野ばら（1965） - 警官
- 恋をしようよ　カリブの花（1967） - 井口
- さらば掟（1971） - 警備員
- 可愛い悪女（1971） - 記者
- 再会(1975) - 刑事
- 男はつらいよ
  - 寅次郎相合い傘（1975） -
  - 寅次郎純情詩集（1976） - 奥の巡査
  - 寅次郎夕焼け小焼け
- ナースコールガール　献身看護日誌（TMC、1998） - 製薬会社会長・片桐
- 新妻エロトピア　不貞の寝室（2000） -

他多数

### テレビドラマ
- おやじ太鼓 第33話（1968年、TBS） - 大亀建設社員
- 川は流れよ（テレビ朝日）
- おれは男だ!（日本テレビ） - 第9話・デパートの主任
- 大空港（フジテレビ）
- 明智小五郎シリーズ
- はぐれ刑事　純情派（第217話）
- 松本清張サスペンス　風の息（1982） - 記者
- 高木彬光の刺青殺人事件　天才神津恭介の推理　浴室から女体が消える（テレビ朝日 1983） -
- 探偵神津恭介の殺人推理　ビデオに写った妖しい女　“私は殺される（テレビ朝日、1987） -
- 離婚
- 火曜サスペンス劇場　
  - 「九門法律事務所」（1993～99年）
  - 「検事・霧島三郎②」
- 草の陰刻（フジテレビ、1994）
- 微笑の儀式（日本テレビ、1995）
- 猫と庄造と二人のおんな（テレビ東京、1996） -
- 大河ドラマ 元禄繚乱（NHK、1999） - 荻田主馬

他多数

### CM
- ルネス金沢
- キリンビール「四国丸飲み生」

### その他
- 日経ビデオ（財）明るい選挙推進協会「こんなとき、あなたは？」 - ナレーション
- 上高津貝塚ガイダンス施設ファンタスビジョン「縄文時代における上高津貝塚の四季と生活」

## リンク
- 城戸卓について 映画データベース - allcinema
- 城戸卓 - 人物情報・関連映画 - キネマ旬報WEB